# Heffesant
Heffesant (ook wel Heffezand), was ooit een eiland in de Waddenzee. Uit archiefonderzoek is gebleken dat het in 1570 bij een grote stormvloed overspoeld is, net als later Bosch. Sommigen vermoeden echter dat het eiland samen met het waddeneiland Corresant en Bosch tot het nieuwe eiland Bosch versmolten is. Het eiland zou eigendom geweest zijn van het klooster van Aduard.
Het eiland, dat waarschijnlijk bewoond is geweest, staat aangegeven op een kaart van Abraham Ortelius uit 1568. Het lag volgens die kaart midden in de Waddenzee, ongeveer ter hoogte van Pieterburen. Direct ten noorden van Heffesant lag Bosch.
De naam komt van hef, een Oudfries woord dat 'zee' betekent.
In 2015 ging een groep grondboorders, wetenschappers en inwoners van Noord-Groningen op zoek naar resten van Heffesant. Ze hoopten de pleistocene ondergrond van het eiland te vinden. Een eerste expeditie in april 2015 leverde geen geschikte resultaten op, na een nieuwe poging in juni dat jaar sprak men voorzichtig van de vondst van 'puzzelstukjes' in de vorm van een oud wrak en schelpen.